# South Molton Rural District
Der South Molton Rural District war ein Rural District in der englischen Grafschaft Devon.

## Geschichte
Am 1. April 1966 kamen zwei Acres (ca. 8.094 m²) aus der Gemeinde East Ansley (Dulverton Rural District) sowie ein Acre (ca. 4.047 m²) aus der Gemeinde Brushford (ebenfalls Dulverton Rural District) hinzu. Am 1. April 1967 wurde der South Molton Municipal Borough aufgelöst und in diesen Distrikt eingegliedert. Mit dem Local Government Act 1972, der am 1. April 1974 in Kraft trat, wurde der Distrikt aufgelöst und Bestandteil des neuen Districts North Devon. Er hatte 1911 eine Fläche von 117.432 Statute Acres (ca. 475,23 km²).

## Einwohnerentwicklung
| Jahr | Einwohner |
| ---- | --------- |
| 1911 | 10.908    |
| 1921 | 10.030    |
| 1931 | 9.603     |
| 1939 | 9.128     |
| 1951 | 9.089     |
| 1961 | 8.180     |

## Gemeinden
| 1. Bishop's Nympton 2. Burrington 3. Charles (am umbenannt in Brayford) 4. Chittlehamholt 5. Chittlehampton 6. Chulmleigh 7. Creacombe (aufgelöst? am) 8. East Buckland (aufgelöst am) 9. East Anstey 10. East Worlington | 1. Filleigh 2. George Nympton 3. King's Nympton 4. Knowstone 5. Mariansleigh 6. Meshaw 7. Molland 8. North Molton 9. Queen’s Nympton | 1. Rackenford 2. Romansleigh 3. Rose Ash 4. Satterleigh and Warkleigh 5. South Molton 6. Twitchen 7. West Anstey 8. West Buckland 9. Witheridge |